# The Avengers: United They Stand
The Avengers (ook bekend als 'The Avengers: United They Stand), was een animatieserie gebaseerd op het Marvel Comics superheldenteam de Avengers (in het Nederlandse De Vergelders). De serie bestond uit 13 afleveringen, en werd uitgezonden van 30 oktober, 1999 tot 26 februari, 2000. De serie werd geproduceerd door Avi Arad en gedistribueerd door 20th Century Fox Television.

## Overzicht
Het Avengers-team in de serie bestond oorspronkelijk uit Wasp, Wonder Man, Tigra, Hawkeye, en Scarlet Witch, onder leiding van Ant-Man. In de eerste aflevering kwamen verder nog Falcon en Vision bij het team.
De bekendste Avengers uit de strips zaten niet in het team. Captain America en Iron Man, die in de Avengers strips twee van de vaste leden waren, hadden in de serie slechts een gastoptreden in respectievelijk afleveringen 6 en 8. Thor, eveneens een bekend personage uit de Avengers strips, kwam zelfs helemaal niet voor in de serie. Verder had Namor the Sub-Mariner een gastoptreden in aflevering 7, hoewel hij in de strips nooit lid van de Avengers was.
In de serie vochten de Avengers geregeld tegen superschurken uit de strips zoals Ultron, Kang the Conqueror, en Egghead. Het team had zelf ook een drastische verandering ondergaan ten opzichte van hun tegenhangers uit de strips. Dit Avenger team was meer militair gecoördineerd, en beschikte over veel gadgets en voertuigen.
Over het algemeen was The Avengers gelijk aan de laatste aflevering van de X-Men animatieserie.

## Afleveringen
1. Avengers Assemble (1)
2. Avengers Assemble (2)
3. Kang
4. Comes a Swordman
5. Remnants
6. Command Decision
7. To Rule Atlantis
8. Shooting Stars
9. What a Vision Has to Do
10. Egg-streme Vengeance
11. The Sorceress Apprentice
12. Earth and Fire (1)
13. Earth and Fire (2)

## Strip
Een stripserie getiteld The Avengers: United They Stand werd uitgebracht door Ty Templeton en Derec Aucoin als aansluiting op de animatieserie. Deze stripserie wordt door velen als superieur aan de animatieserie gezien, maar vanwege de lage verkoop werd de stripserie al na 7 delen stopgezet.
Een aantal personages die wel verschenen in de strip, maar niet in de serie waren:
- Natalia Romanova/Black Widow #2 en 5
- Baron Strucker #2
- Nathan Garrett/Black Knight #4
- Dr. Doom #4
- A.I.M. #5
- Collector

## Trivia
- Het Avengers-team uit de animatieserie is losjes gebaseerd op het Avengers team uit de stripserie West Coast Avengers uit 1984.
- De reden dat Captain America, Iron Man en Thor geen onderdeel waren van het Avengers team kwam door auteursrechten op deze personages.
- De scripts voor een eventueel tweede seizoen bevatten gastoptredens van onder andere Thor, en de X-Men.

## Stemverdeling
| Acteur                | Personage                      |
| --------------------- | ------------------------------ |
| Linda Ballantyne      | Wasp (Janet Van Dyne)          |
| Tony Daniels          | Hawkeye (Clint Barton)         |
| Ray Landry            | Raymond Sikorsky               |
| Caroly Larson         | De Computer                    |
| Stavroula Logothettis | Scarlet Witch (Wanda Maximoff) |
| Martin Roach          | Falcon (Samuel Wilson)         |
| Ron Rubin             | Vision                         |
| Rod Wilson            | Ant-Man (Dr. Henry 'Hank' Pym) |
| Lenore Zann           | Tigra (Greer Grant Nelson)     |
| Hamish McEwan         | Wonder Man (Simon Williams)    |
| John Stocker          | Ultron                         |